# 400P/PANSTARRS
400P/PANSTARRS è una cometa periodica appartenente alla famiglia delle comete gioviane.
La cometa è stata scoperta il 9 settembre 2020 ma già al momento dell'annuncio della scoperta erano state trovate immagini di prescoperta risalenti al 15 agosto 2013, ossia al precedente passaggio al perielio per cui si è potuto numerarla in un breve tempo.